# Ронгбук (монастырь)
Ронгбук (тиб. རྫ་རོང་ཕུ་དགོན་, Вайли rdza rong phu dgon; другие произношения: Ронгпу, Ронгфу, Ронгфук и Ронг сбуг; кит. 絨布寺, пиньинь Róngbù Sì), так же известен как Дзаронгпу или Дзаронг — тибетско-буддистский (школа Ньингма) монастырь в волости Басум, уезда Тингри, городской округ Шигадзе, Тибетский автономный район, Китайская Народная Республика.

## Местоположение
Монастырь Ронгбук расположен у подножия Джомолунгмы, к северу от этой горы, на высоте 4980 м над уровнем моря, в конце долины Дзакар Чу.

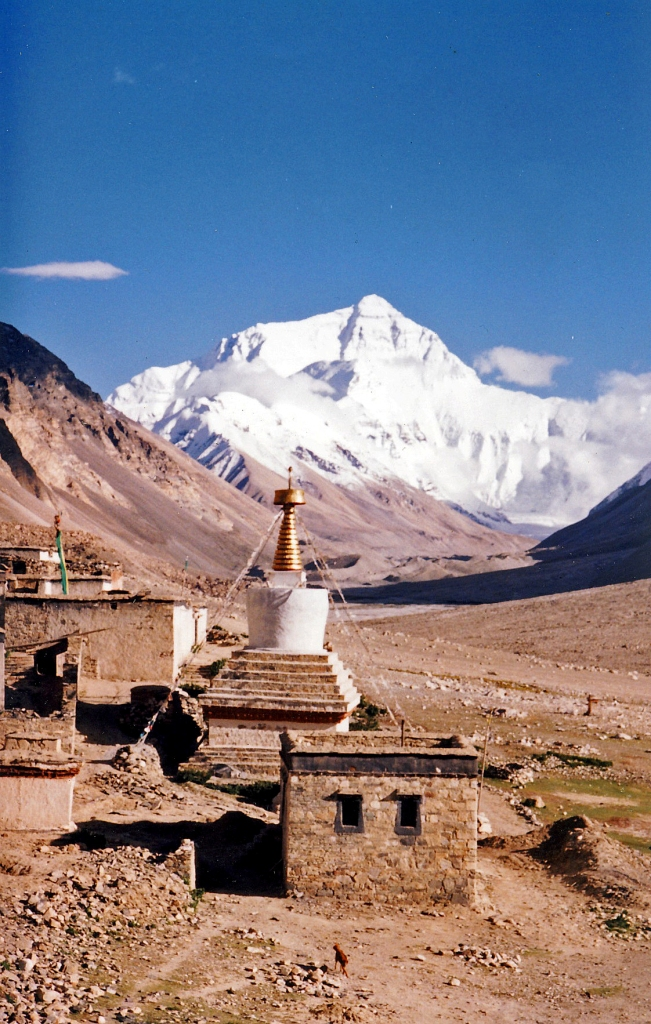
Джомолунгма, как она видна из монастыря Ронгбук

Ронгбук известен как самый высокогорный монастырь в мире. Для шерпов, живущих на южных склонах Джомолунгмы в регионе Кхумбу Непала, монастырь Ронгбук — важное место паломничества, до которого им несколько дней пути по Гималаям через перевал Нангпа-Ла. Альпинисты, предпринимавшие в 1920-х — 1930-х годах попытки восхождения на Джомолунгму, также регулярно останавливались в этом монастыре после пятинедельного путешествия из индийского города Дарджилинг. Большинство прошлых и современных экспедиций, пытавшихся взойти на Джомолунгму с северной (тибетской) стороны, располагали свой базовый лагерь около языка ледника Ронгбук — примерно в 8 км к югу от монастыря.
В наши дни в монастырь Ронгбук можно доехать за два-три часа — по «Магистрали дружбы» (англ. Friendship Highway), из Шелкара (англ. Shelkar) (Новый Тингри) либо из старого Тингри. Из монастыря Ронгбук открываются захватывающие виды на Северную Стену Джомолунгмы; Джон Ноэль (John Noel), один из первых британских исследователей, кто увидел это, так описал свои впечатления:

Словно бы некий зодчий-исполин, орудующий горными вершинами и долинами, сотворил здесь потрясающее чудо — величественный зал, открывающий путь к горам.
Оригинальный текст (англ.)Some colossal architect, who built with peaks and valleys, seemed here to have wrought a dramatic prodigy—a hall of grandeur that led to the mountain.

## Архитектура
На переднем фасаде монастыря — большая круглая террасированная ступа с реликварием.

## Историческое, религиозное и культурное значение

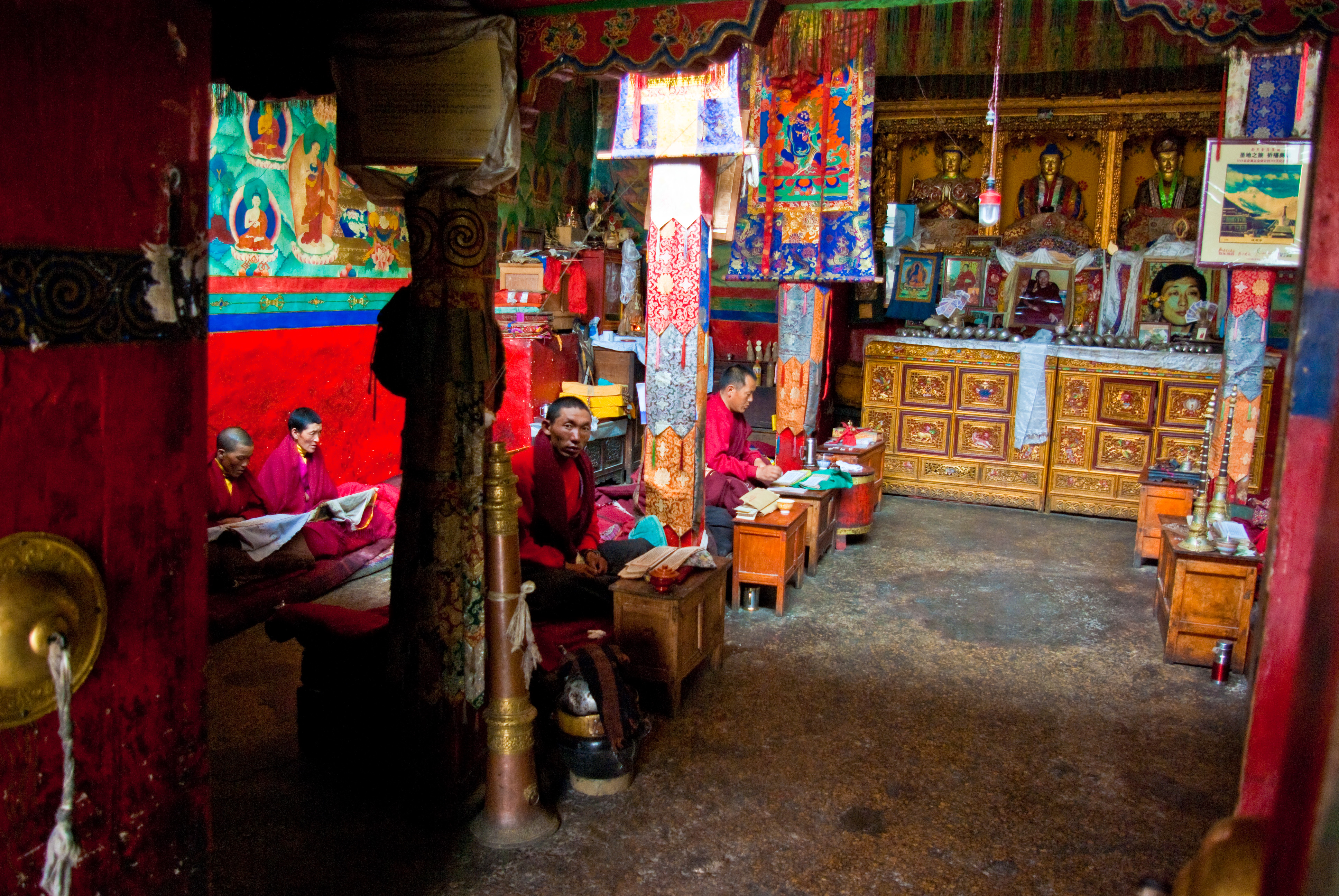
Монахи в монастыре Ронгбук.

Собственно монастырь Ронгбук был основан в 1902 году Нгвангом Тензином Норбу, ламой школы Ньингма. Но на этом месте ещё с XVIII века были хижины и пещеры, которые использовались женской монашеской общиной для медитаций. Входы в те медитационные пещеры и сейчас испещряют отвесные стены вокруг всего монастырского комплекса, а так же встречаются и выше, и ниже по долине. Священные Камни Мани с вырезанными на них сакральными слогами и молитвами, окаймляют дороги и дорожки.
В 1974 году монастырь Ронгбук был полностью разрушен в ходе Культурной революции в Китае, и несколько лет лежал в руинах. Это было запечатлено фотожурналистом Галеном Ровеллом (англ. Galen Rowell) в 1981 г.
Восстановление монастыря началось в 1983 году; как сообщают, с тех пор была проделана огромная работа; некоторые новые фрески сделаны просто великолепно. Сейчас в монастыре есть гостевой дом и маленький, но уютный ресторан.
По словам Майкла Пейлина, в новых жилых зданиях Ронгбука обитает 30 буддистских монахов и 30 монахинь, но по другим источникам, которые ссылаются на слова местных жителей — сейчас там всего 20 монахинь и 10 монахов, в то время как раньше в Ронгбуке было около 500 монахов и монахинь.
В 2011 году монастырь Ронгбук занял первое место в составленном компанией CNN списке «Великих мест для отшельников» (англ. Great Places to be a Recluse).

## Фотогалерея

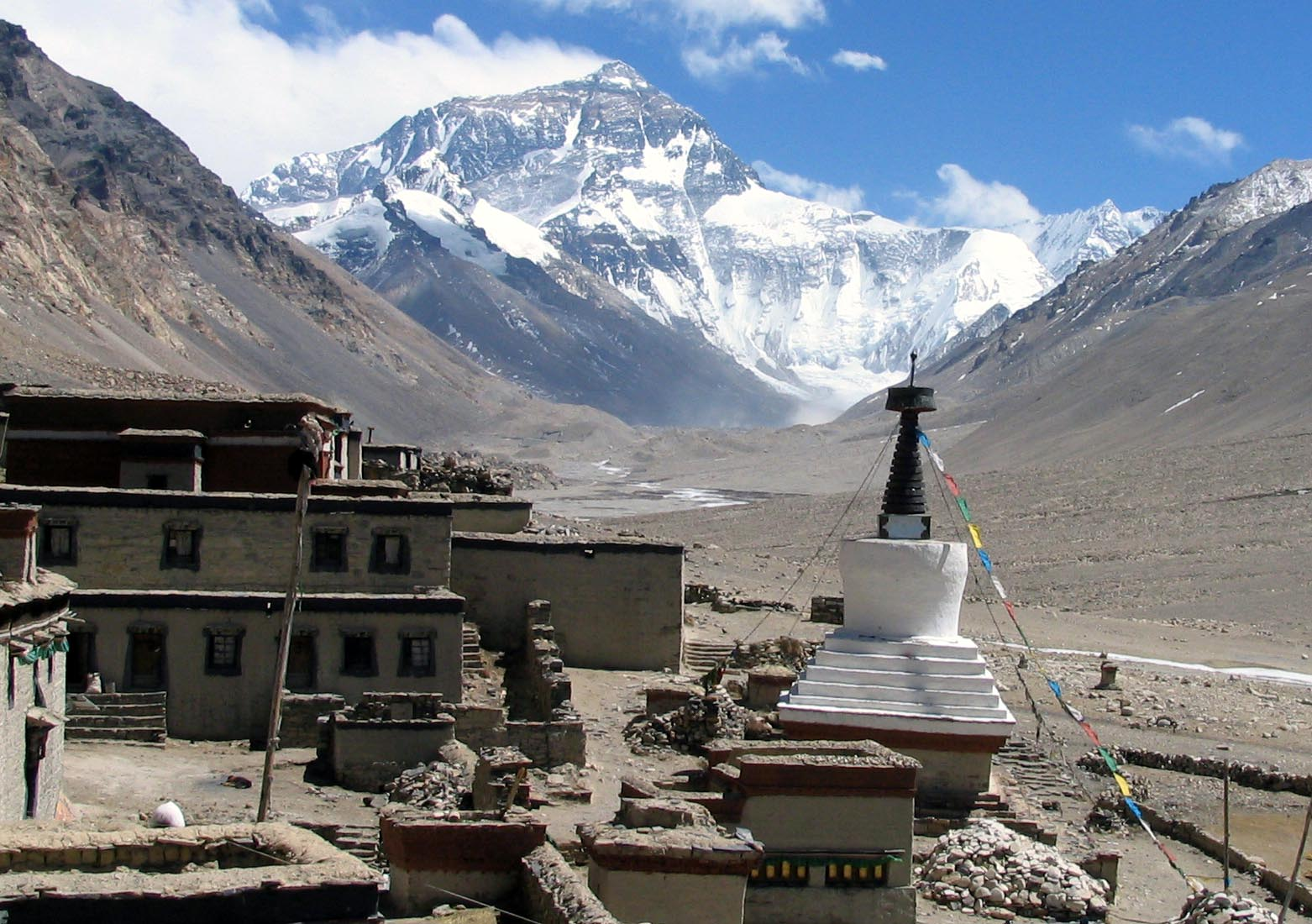
Вид на монастырь Ронгбук, долину Ронгбук и Джомолунгму
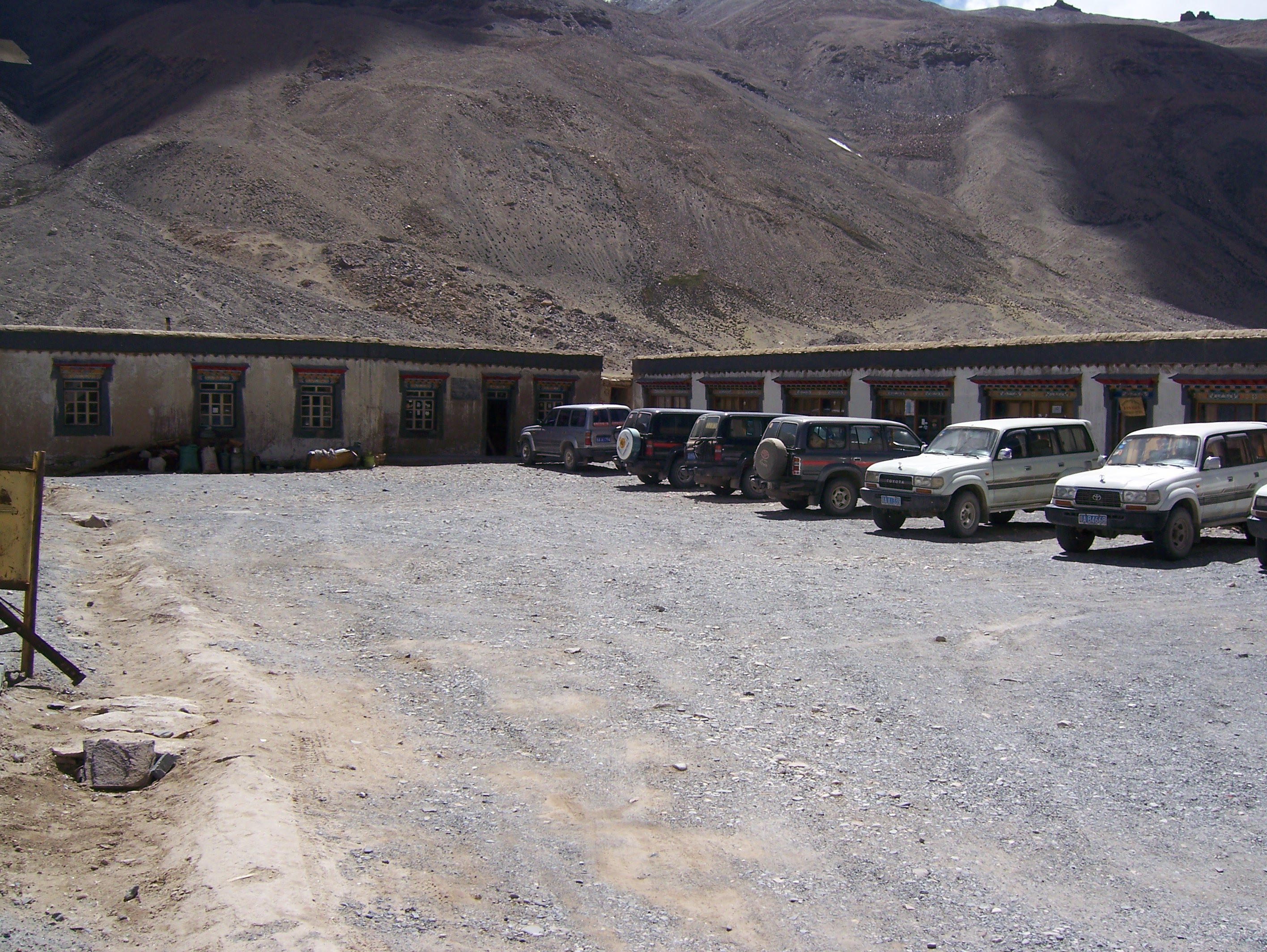
Гостиница (гостевой дом) монастыря Ронгбук
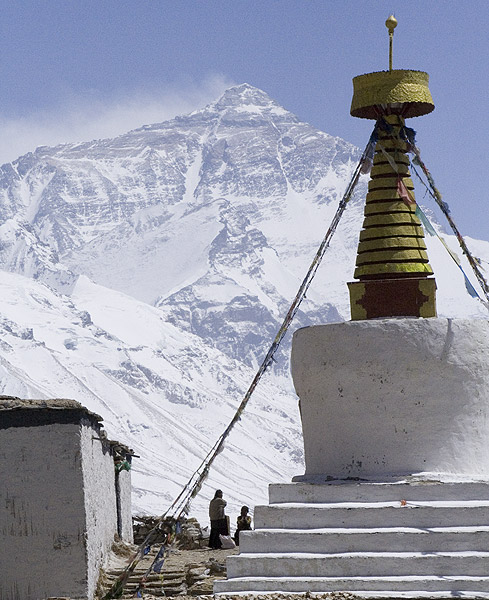
Фотография из проекта «Эверест за мир» (англ. Everest Peace Project)

## Список литературы
- Palin, Michael. (2004). Himalaya. Weidenfeld & Nicolson, London. ISBN 0-297-84371-0.